# Threes Anna
Threes Anna (kunstnernavn for Threes Schreurs, født 17. oktober 1959 i Vlaardingen) er en hollandsk forfatter, filmsinstruktør og filmsmanuskriptforfatter. Hun arbejder altid med flere projekter samtidig. Hidtil (januar 2013) har hun skrevet seks romaner på hollandsk. Flere af bøgerne er også oversat til andre sprog.

## Rejser til Færøerne i forbindelse med hendes sjette roman
Threes Anna rejste to gange til Færøerne i 2010 for at lave research til hendes sjette roman. Første gang var i januar og anden gang var i juli 2010. Romanen udkom i efteråret 2012 med den hollandske titel: Het laatste land. På Færøerne var hun bl.a. på øen Mykines, i Tórshavn til Ólavsøka (Olaj) til G-festivali i Syðrugøta og på Suðuroy, hvor hun rejste rundt på øen, hun besøgte bl.a. en kulmine i Hvalba. Hun var specielt betaget af Akraberg, som ligger på Færøernes sydspids, der er en landtange med et over 100-år gammelt fyrtårn. Der er hav til alle sider og to røde huse, får og fugle. Indtil 1988 boede en fyrpasser i det ene af husene, men han og familien flyttede til Vágur efter juleorkanen i 1988, hvor huset fik en del skade, der skete dog ingen menneskeskade, men familjen valgte at flytte. For ca. 700 år siden boede frisiske folk i Akraberg. De døde ud omkring 1350, da den sorte død hærgede alt Europa. Friserne kom fra Frisland, som ligger i Holland, hvor Threes Anna også kommer fra. Hun var der i januar og besluttede at komme tilbage igen i juli og bo der i nogle dage. Hendes roman handler om en fyrpasser, så mon ikke hun har fået inspiration til romanen bl.a. fra Akraberg. Threes har beskrevet på sin hjemmeside, at da hun var i Akraberg, følte hun det som om hun var At the end of the world (Ved verdens ende). Hun var også betaget af at møde fugle- og plante eksperten Aksal Poulsen fra Sumba. Han havde på det tidspunkt en stor samling af udstoppede færøske fugle og en samling af sommerfugle i et værelse i hans hjem. Threes fik lov til at se samlingen og fik en lang snak med ham i januar. Hun besøgte ham igen, da hun kom til Sumba og Akraberg i juli samme år. Fuglene er siden blevet solgt til kommunen og står nu i et bygdemuseum i Sumba. Threes havde inden hun kom til Færøerne en ide om at hun måske ville kalde romanen "Bird Island" (Fugleøen), men hun ændrede det senere til "Det sidste land". På hendes hjemmeside står et resume af romanen. Der står bl.a. at hændelserne foregår på nogle øer ude i Atlanterhavet, at det er et godt sted at bo indtil en katastrofe indtræffer, da en forfærdelig storm raser over øerne og afskærer øerne fra omverdenen. I starten bliver folk bange, men da det ser ud til, at isolationen vil blive længerevarende, så bliver folk panikslagne. Den unge mand Unnar er ret ensom, fordi hans forældre var rejst sydpå før orkanen indtraf og var derfor ikke kommet tilbage endnu. Drengen blev gode venner med en arbejdsløs fyrpasser og forsøger samtidig at finde ud af alt det kaotiske som sker omkring ham.

## Værk

### Romaner
- Paradijsvogel (Paradisfuglen), roman, 2016[7]
- Het laatste land (Det sidste land) roman, 2012 (Inspireret fra rejser til Færøerne i 2010)
- Wachten op de moesson (Venter på monsunen) roman, 2010
- Vogel kan niet vliegen (Fuglen kan ikke flyve) roman, 2008
- De stille stad (Den stille by) roman, 2006
- Motormoeder (Motormoder) roman, 2005. Denne roman var den første hollandske roman, som kunne downloades til smart-phones og lignende.
- De kus van de weduwe (Kysset fra enken) roman, 2003

### Filmografi

#### Spillefilm
- The Warden (de Vogelwachter) 2020. en-skuespiller-spillefilm
- Platina Blues 2014 (40 minutter one-shot film, lavet over musik og teks af Thé Lau)[8]
- Silent City 2012 (spillefilm, international co-produktion: Holland, Luxemburg og Belgien)
- The Bird Can’t Fly 2007 (spillefilm, international co-produktion: Holland, Suður Afrika og Irland)[9]
- Noordwesterwals 1996 (kortfilm, instrueret sammen med Boris Pavel Conen)

#### Dokumentarsudsendelser
- Portret of Maarten 2003
- De Wals 1996
- Theatre in South Africa 1994

### Theater
- 1998 Hotazel Nederland
- 1998 2ROOM2 - Das Arts Amsterdam
- 1997 Stille Getuigen - Diepenheim
- 1997 Adder Zonder Gras - Groningen
- 1997 A1 - Sydafrika
- 1997 Stemlab - Amsterdam
- 1996 Kulhavy Tango - Archa Theatre Prag Czech Republic
- 1996 Dynamo Mundi - Koninklijk Theater Carré Amsterdam
- 1996 Sturm+Stahldraht - WMG Gelände Unna Tyskland
- 1996 Trekpleisters - Amsterdam
- 1995 teatur konsert - Paradiso Amsterdam
- 1995 Assimil 2 - BITEF festival - Beograd Serbia
- 1995 Noordwesterwals 2 - Amsterdam
- 1995 Assimil 1 - í samstarvi við KPTG - Subotica Serbien
- 1993/1994 New Year’s Eve spectacle- live TV show
- 1994 Arts Alive - Johannesburg Sydrafrika
- 1994 Noordwesterwals - Amsterdam
- 1994 Camel Gossip III Skyline Theatre - Chicago USA
- 1993 Liebes Lied – Bókamessa - Frankfurt Tyskland
- 1993 Uwaga Uwaga II - Tilburg
- 1993 Uwaga Uwaga I - Torun Poland
- 1993 Camel Gossip II - Schram Studio Amsterdam
- 1992 Camel Gossip I - Tramway Glasgow Scotland
- 1992 Special Event - Sonja Barends' fødselsdag - live TV show
- 1992 Waterwork - World Expo Sevilla Spanien
- 1992 Waterwork - Zoetermeer
- 1992 La tête d’eau Olympiske Lege Albertville Frankrig
- 1991/1992 - New Year’s Eve spectacle- live TV show
- 1991 Gestolen Titels - Praag Tjekkoslovakiet
- 1991-1993 l’Ascension du Mandarin - rejseshow - Europa og Uzbekistan
- 1991 Broederstrijd - Oerol-festival
- 1991 Special – Neu Brandenburg Tyskland
- 1991 Special – Lille Frankrig
- 1991 Vliegtuigje - live TV show
- 1991 uttandura framførsla - Haarlem
- 1991 The Man - uttandura framførsla - Mainz Tyskland
- 1990/1991 New Year’s Eve spectacle– Nieuwmarkt Amsterdam
- 1990 NO-W-All – co-production with Licedei – Berlin Tyskland
- 1990 Ente II - Chieri Italien
- 1990 Ente I - Grenoble, Frankrig
- 1990 De springmachine - Holland
- 1990 Vingers Branden - Korenbeurs Groningen
- 1990 udendørs opvisning - Oerol-festival
- 1989 De Ton - Rotterdam
- 1989 Non Inventions - Holland
- 1989 Cow Girls – Italien
- 1989 BiZa - Den Haag
- 1989 De tuin - Neerpelt Belgia
- 1989 Zigeunerwereld - tour Holland
- 1989 framførsla á staðnum - Sheffield England
- 1989 Zoutloper - Eemnes and Utrecht
- 1989/1990 – New Year’s Eve spectacle - Nieuwmarkt Amsterdam
- 1988 – disco Fellini - Utrecht
- 1988 Infiltrations - Holland
- 1988 Wit Paard - Leffinge Belgien
- 1988 Siësta - Sabadell Spanien